# Pelle János (költő)
Pelle János (Jánosda, 1885. február 15. – Nagyvárad, 1957. május 15.) erdélyi magyar jogász, költő, publicista.

## Élete
A középiskolát a nagyváradi Premontrei Főgimnáziumban kezdte és Lugoson fejezte be. Jogi tanulmányait a nagyváradi jogakadémián és a kolozsvári egyetemen folytatta, ahol doktorrá avatták; ügyvédi képesítését Budapesten szerezte meg.
Joggyakorlatot Nagyváradon folytatott; közben sokat tett a város korszerű fejlesztéséért és több művelődési egyesületben vállalt vezető szerepet. 1921-1933 között elnöke volt a Nagyváradi Atlétikai Clubnak (NAC), s nevéhez fűződik az első sportpálya és a városi strand létesítése.
Fiatal korában versekkel, színművekkel is jelentkezett, A tékozló fiú című színjátékáról s ezzel kapcsolatban politikai pálfordulásáról Juhász Gyula írt kritikai cikket a Délmagyarországban.

## Művei
Művei:
- Versek (Nagyvárad, 1907)
- Magdolna (színjáték három felvonásban; bemutatták Nagyváradon 1911-ben)
- Népek Golgotája. Pelle János ujabb versei; Korvin Ny., Bp., 1916